# Парешин, Василий Васильевич
Василий Васильевич Парешин (22 февраля 1895 — 17 августа 1971) — советский военачальник, генерал-майор артиллерии (1943).

## Биография
Родился 22 февраля 1895 года в деревне Турдеево Ивановской губернии.
В мае 1915 года во время Первой мировой войны был мобилизован в русскую императорскую армию. Окончил учебную команду 3-го запасного артиллерийского дивизиона в городе Кобрин, а затем служил в качестве разведчика-наблюдателя в составе 65-й артиллерийской бригады и 37-го артиллерийского дивизиона.
В сентябре 1918 года Василий Парешин был призван в РККА, где начал службу в качестве старшего инструктора в Шуйской батарее особого назначения. Окончив военную школу, командовал отдельной батареей Отряда особого назначения Восточного фронта, участвовал в боях в районе Бузулук-Астраханских степей, затем против банд Махно.
С мая 1921 года служил в Московском военном округе, где дослужился до командира 136-го гаубичного артиллерийского полка большой мощности.
Зимой 1939/40 года участвовал в «Зимней войне», где командовал полком при прорыве линии Маннергейма. Участник Великой Отечественной войны, командовал бригадой на Закавказском, Крымском, Северо-Кавказском фронтах. В июне 1944 года участвовал в Белорусской наступательной операции, успешно выполнив задачи по прорыву оборонительных сооружений противника.
В 1945 году участвовал в Будапештской и Венской операциях, а также во взятии Вены.
После окончания войны продолжил командовать артиллерией в Южной группе войск.
В октябре 1954 года по болезни уволен в отставку по болезни.
Умер 17 августа 1971 года в Калуге, похоронен на местном Пятницком кладбище.

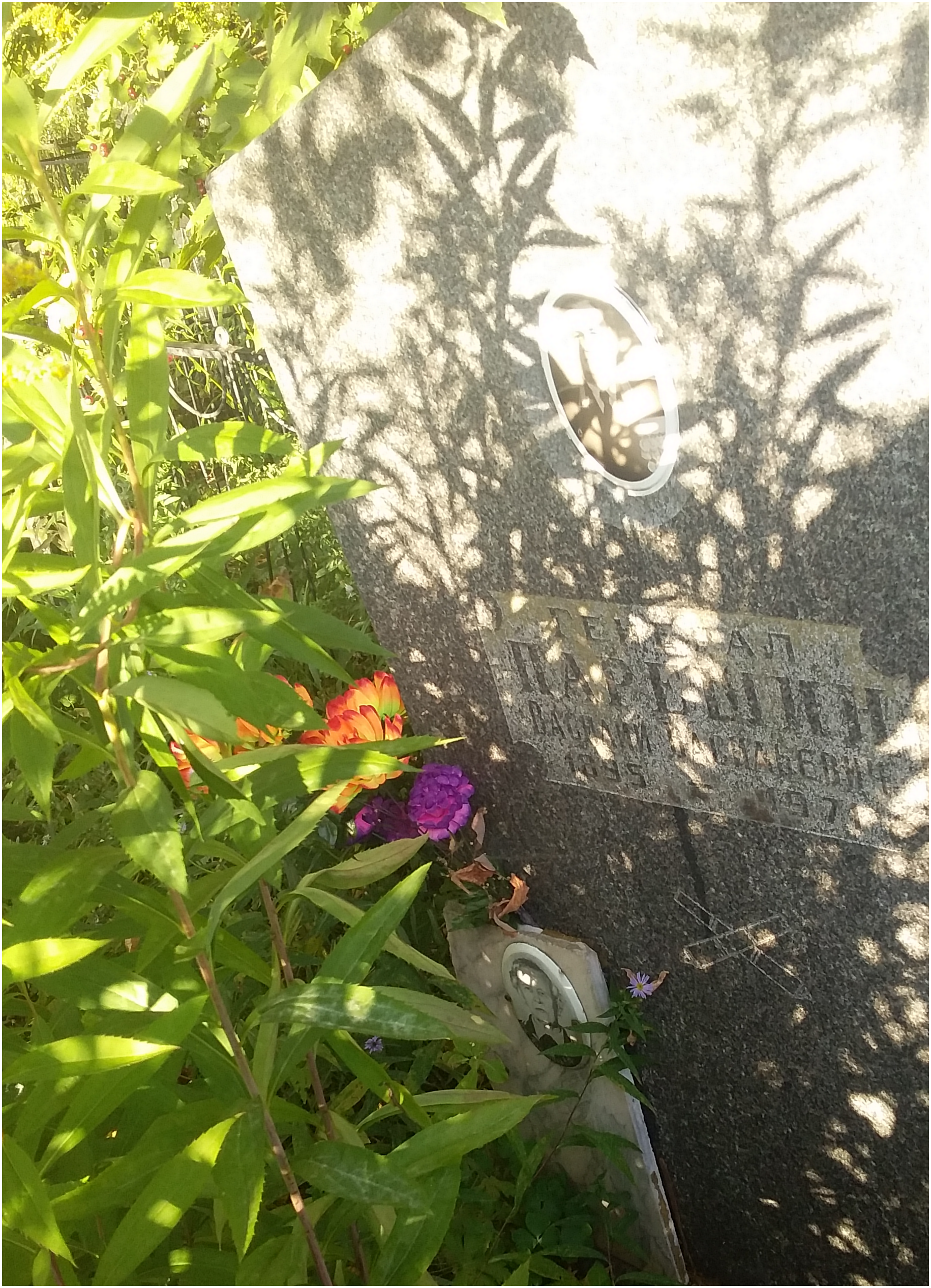
Могила Василия Парешина